# Юан Дейл
Юан Дейл (англ. Euan Dale, 18 грудня 1985) — британський плавець.
Учасник Олімпійських Ігор 2008 року.
Призер Ігор Співдружності 2006 року.